# 호시미야 이치고
호시미야 이치고(일본어: 星宮いちご)/라임은 아케이드 게임, 텔레비전 애니메이션 《아이 엠 스타!》의 제 1대 주인공이다.

## 소개
- 학년 - 고등부 3학년
- 생일 - 3월 15일 시나모롤과 중복
- 별자리 - 물고기자리
- 혈액형 - O형
- 좋아하는 음식 - 김 도시락, 달콤하고 부드러운 디저트, 파스텔톤의 디저트(머랭쿠키, 마카롱 등)
- 싫어하는 음식 - 없음
- 특기 - 밥을 빈틈없이 담기, 요리
- 키 - 156cm[1]
- 이미지 컬러 -      분홍
- 타입 - 큐트
- 좋아하는 브랜드 - 엔젤리 슈가
- 소속 그룹 - 솔레이유 (리더), 코스모스, AIKATSU☆STARS!, Mia REGINA 서브리더,Twings

## 개요
텔레비전 애니메이션 시즌 1, 2의 주연으로, 노란색의 긴 머리가 특징이며, 머리에 붙인 빨간 리본 머리띠가 매력 포인트. 눈동자의 색은 딸기빛의 빨간색.

## 상세
달콤하고 부드러운 디저트를 좋아하는 미소녀로 아오이는 선생님/선생님의 딸, 란은 걸어다니는 레시피이라 부르고 있으며 긍정적이고 순수미가 넘치는 성격의 미소녀.
소꿉친구인 아오이/마린의 권유로 스타 라이트 학원/스타라이트학교에 편입해 아이돌 데뷔를 하게 되었지만 못말리는 형사에서는 툭 하면 넘어지는 꽈당 소녀.
이치고의 엄마는 전설의 아이돌 유닛 '마스커레이드 '미야/프린'이었다. 
아오이, 란, 오토메, 유리카, 카에데, 루나, 마린, 보라, 에이미, 세라와 친구. 지금은 그룹과 솔로 가수를 병행하고 있다.

## 참여곡
※ 솔로로 불렀을 경우 굵게 표시.
- 「Signalize!」
- 「ダイヤモンドハッピー」 / 「다이아몬드 해피!」
- 「KIRA☆Power」 / 「STAR☆POWER」
- 「SHINING LINE」 / 「Shining Line」
- 「Du-Du-Wa DO IT!!」 (오프닝)
- 「カレンダーガール」 / 「Calendar Girl」
- 「ヒラリ／ヒトリ／キラリ」 / 「드리밍 샤이닝 플라잉」
- 「オリジナルスター☆彡」 / 「오리지널 스타」
- 「Precious」
- 「Move on now!」 (9화)
- 「アイドル活動!」 / 「I am Star!」 (1, 2, 4, 6, 16, 17, 29, 44, 80, 146화)
- 「Angel Snow」 (10화)
- 「We Wish You a Merry Christmas AIKATSU Ver.」
- 「Trap of Love」 (13, 15화)※13화는 한국판 한정.
- 「Growing for a dream」
- 「硝子ドール」 / 「유리 인형」 (19화)
- 「放課後ポニーテール」 / 「방과 후 포니테일」 (24화)
- 「G線上のShining Sky」 / 「G선상의 Shining Sky」
- 「Wake up my music」 (31화)
- 「fashion check!」
- 「Take Me Higher」 (33, 34, 35화)
- 「右回りwonderland」 / 「wonderland」
- 「Moonlight destiny」 (50화)
- 「アイドル活動! (Ver.Rock)」 / 「I am Star! (Ver.Rock)」 (52, 53화)
- 「Dance in the rain」
- 「オーロラプリンセス」 / 「오로라 프린세스」 (69화)
- 「ハッピィクレッシェンド」 / 「해피 크레셴도」 (73화, 극장판)
- 「Sweet Sp!ce」
- 「フレンド」 / 「프렌드」 (98, 100화)
- 「Let's アイカツ!」 / 「Let's I am Star!」 (112, 극장판)
- 「キラキラデイズ」 / 「반짝이는 나날들」
- 「Good morning my dream」 (125화)
- 「輝きのエチュード」 / 「반짝임의 에튀드」
- 「はろー! Winter Love♪」 / 「Hello! Winter Love」 (165화)

1. ↑  원래는 156cm로 표기되어 있었는데 애니메이션 2기 2화를 보면 이치고의 프로필이 나오는데 157cm라고 나온다. 하지만 자세히 보면 혈액형도 A형이라고 나오는데 이는 이치고 전에 나온 아오이의 혈액형이다. 따라서 키도 아오이의 157cm로 잘못 나온 것일 확률이 매우 높기 때문에 실제 이치고의 키는 156cm가 맞다.